# Quintanar de la Sierra
Quintanar de la Sierra – gmina w Hiszpanii, w prowincji Burgos, w Kastylii i León, o powierzchni 59,9 km². W 2011 roku gmina liczyła 1998 mieszkańców.